# Монте-Леон (национальный парк)
Национальный парк Монте-Леон (исп. Parque nacional Monte León) — национальный парк в Патагонии (Южная Америка), на территории аргентинской провинции Санта-Крус.

## История
Парк был создан в 2004 году.

## География
Национальный парк Монте-Леон находится на берегу Атлантического океана, на расстоянии 35 км от города Команданте-Луис-Пьедрабуэна и 54 км от города Пуэрто-Санта-Крус.

## Описание
Территория парка включает в себя две охраняемые экосистемы: патагонскую степь и прибрежную зону Аргентинского моря (континентальный шельф Атлантического океана).

## Климат
Парк находится в зоне сухого холодного климата, средняя годовая температура +6,8 °C. Минимальные зимние температуры опускаются ниже 0 °C, летние максимальные температуры превышают +30 °C. За год выпадает 250 мм осадков, преимущественно осенью и зимой.

## Флора и фауна
В степной зоне парка растут кустарники Schinus polygama (исп. molle patagónico) и Junellia tridens (исп. mata negra), злак овсяница Festuca gracillima (исп. coirón dulce).
Из наземных млекопитающих присутствуют гуанако, броненосцы (щетинистый и карликовый), пума, андская лисица; из птиц — дарвинов нанду.
Из морских млекопитающих в парке живут южные морские львы, иногда заплывают киты и дельфины (Коммерсона, южный белобокий и тёмный).
В парке находится одна из крупнейших в стране гнездовых колоний магеллановых пингвинов, насчитывающая по разным данным от 60 до 75 тысяч пар этих птиц.
Под водой растут заросли гигантских водорослей макроцистисов, дающие приют морским беспозвоночным и рыбам.

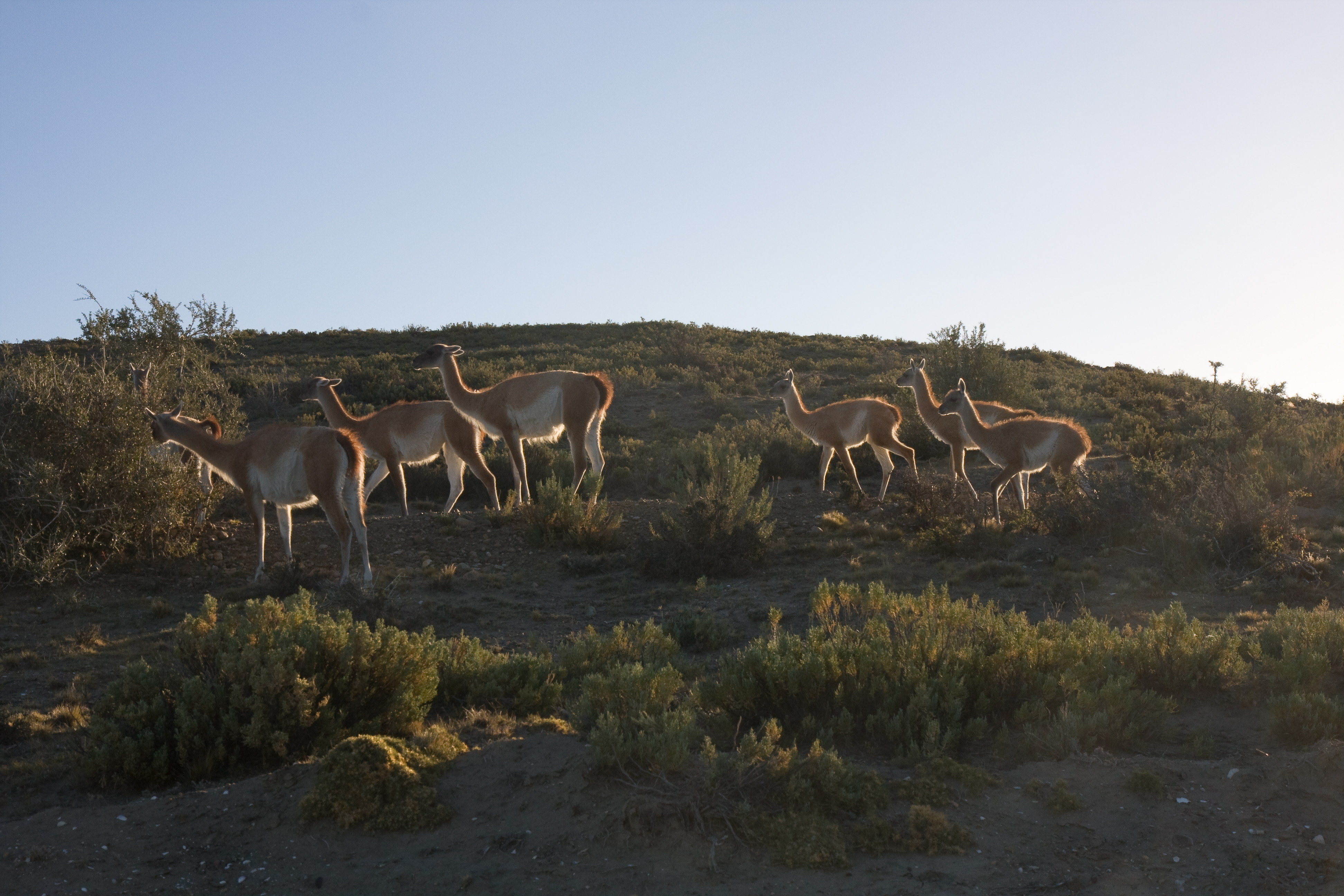
Гуанако в парке Монте-Леон
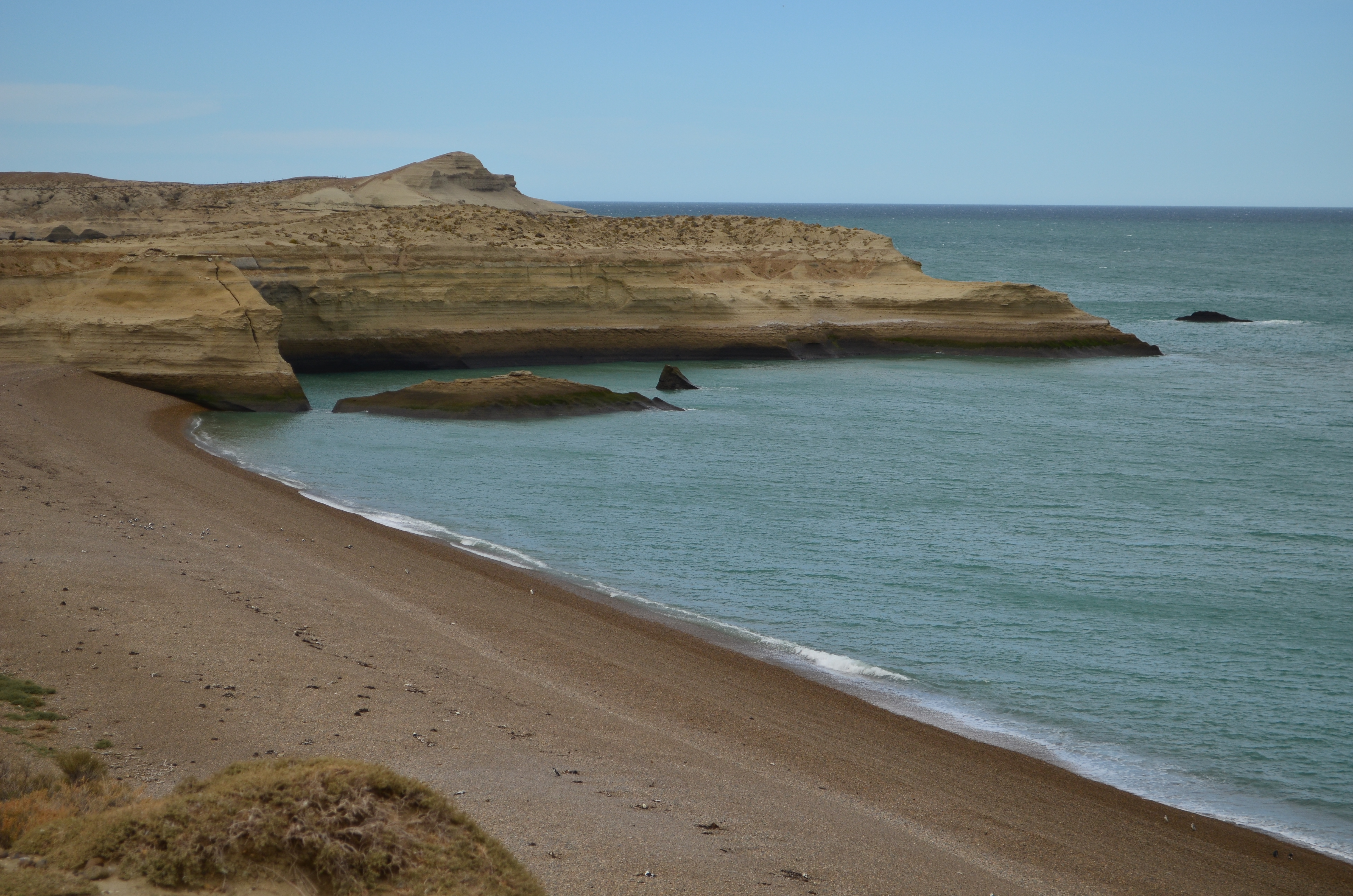
Морской берег в парке Монте-Леон
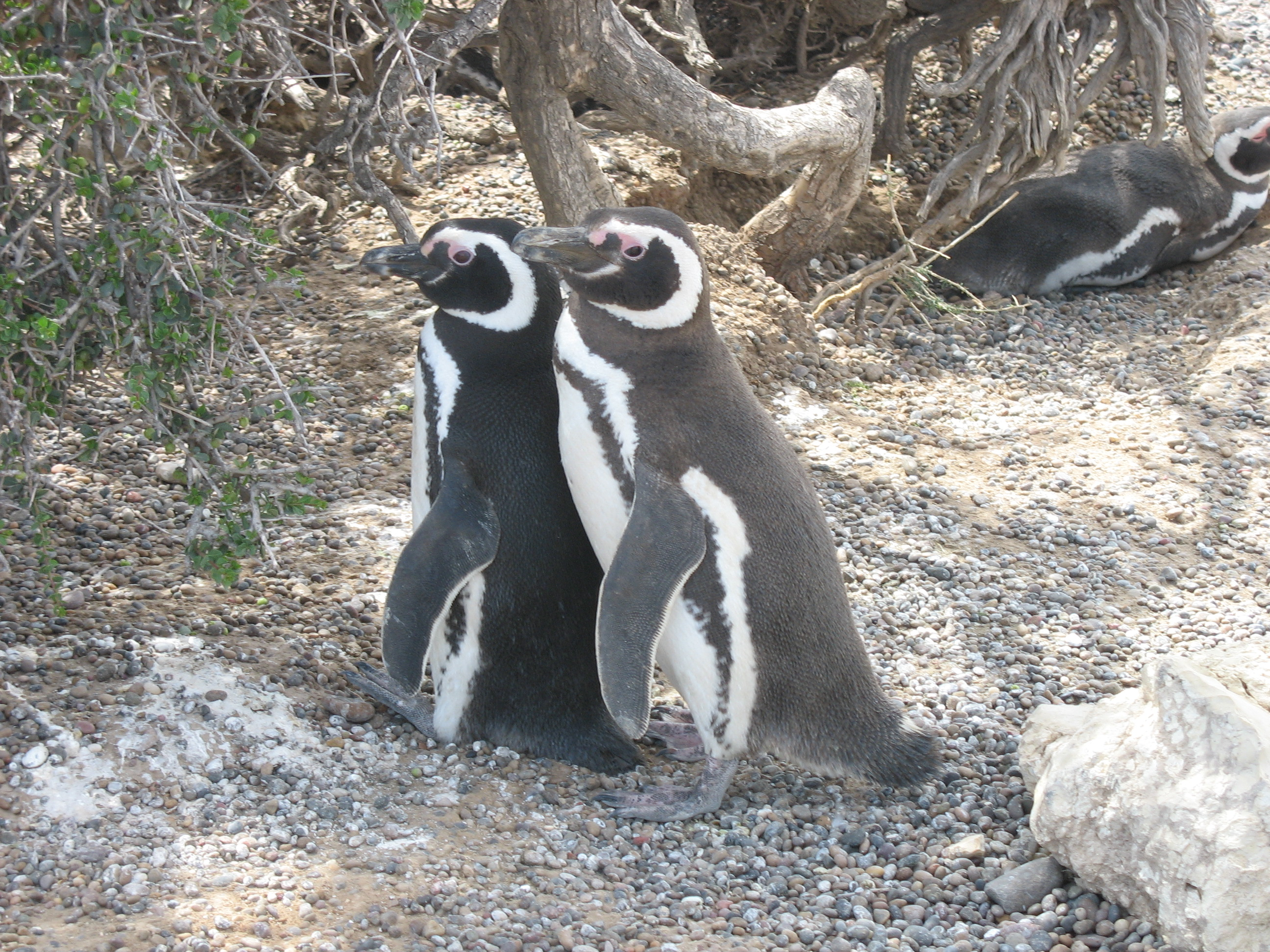
Пара магеллановых пингвинов